# Baily Cargill
Baily James Cargill (ur. 5 lipca 1995 w Winchesterze) – angielski piłkarz, występujący na pozycji obrońcy w Bournemouth.